# Mallappanahalli, Hassan
Mallappanahalli là một làng thuộc tehsil Hassan, huyện Hassan, bang Karnataka, Ấn Độ.